# 东乌珠尔苏木
东乌珠尔苏木，是中华人民共和国内蒙古自治区呼伦贝尔市陈巴尔虎旗下辖的一个乡镇级行政单位。

## 行政区划
东乌珠尔苏木下辖以下地区：
查干诺尔嘎查、额尔敦乌拉嘎查、海拉斯图嘎查、巴彦乌拉嘎查和阿布斯图生活区嘎查。